# Brejetuba
Brejetuba es un municipio brasileño del estado del Espíritu Santo. Su población estimada en 2004 era de 12.611 habitantes.